# Sagui-de-wied
Sagui-de-wied (nome científico: Callithrix kuhlii),  também genericamente designado massau, mico, saguim, sauí, sauim, soim, sonhim, tamari e xauim, é uma espécie de macaco do Novo Mundo da família dos calitriquídeos (Callitrichidae) e gênero calitrix (Callithrix). É endêmico do Brasil, da região central da Mata Atlântica, ocorrendo em florestas tropicais úmidas do nordeste de Minas Gerais e sul da Bahia e também nas áreas urbanas da região.

## Etimologia
Sagui, sauí, sauim (a partir de sauhim, de 1817), xauim, soim e sonhim derivam do tupi sa'gwi ou sa'gwĩ. Saguim, por sua vez, originou-se no aportuguesamento histórico do mesmo termo tupi, ou seja, çagoym (de 1511), que depois evoluiu para a forma atual em 1587. Tamari tem provável origem tupi, enquanto massau tem origem obscura. Por fim, mico originou-se, possivelmente através do espanhol, na extinta língua cumanagota do Caribe e significa "mono de cauda longa".

## Distribuição Geográfica eHabitat
Essa espécie é típica das florestas costeiras do sul da Bahia,especialmente nos arredores da Reserva Biológica de Una, ocorrendo entre os rios das Contas e Jequitinhonha, ocorrendo também no nordeste de Minas Gerais. Sua distribuição geográfica parece limitada de acordo com a ocorrência da Mata Atlântica costeira, à medida que a espécie da lugar à Callithrix penicillata quanto mais longe do litoral.

## Ecologia e descrição
O sagui-de-wied são relativamente pequenos e pesam entre 350 e 400 gramas. Tem colocação preta com pelagem do crânio cinza e cauda anelada. Possuem áreas de pelagem branca nas bochechas, testas e ventre e tufos pretos ao redor das orelhas. Suas unhas parecem garras e carecem de polegar opositor. São predados por aves de rapina, jaguatiricas e cobras. Alimentam-se de frutos sementes e outros recursos naturais disponíveis na floresta.

### Reprodução
A fêmea dominante de um grupo de sagui-de-wied acasala com vários machos, que depois coletivamente cuidam da ninhada. Nunca foi registrado propriamente o acasalamento, mas já se avistou os machos pavoneando-se ao redor das fêmeas com as cortas arqueadas e os cabelos eriçados, num processo que transcorre ao longo de 45 minutos. As fêmeas atingem a maturidade sexual entre os doze e quinze meses e os machos aos dozes meses. Pode haver duas ninhadas por ano e os filhotes sempre nascem aos pares. Apenas as fêmeas dominantes tem permissão para procriar.

## Quimerismo
Provou-se que uma troca mútua de células germinativas geralmente acontece entre os gêmeos em desenvolvimento no útero quimeras como a produção dos chamados - organismos contendo dois conjuntos de células, decorrente de dois zigotos diferentes - óvulos fecundados por dois espermatozoides diferentes (possivelmente produzida por dois diferentes machos). Isto implica que alguns tecidos de um organismo do sagui-de-Wied poderia vir de um segundo ( "menor") pai.
Na primeira os investigadores encontraram o quimerismo entre as células do tecido sanguíneo, depois, no entanto, ficou provado que este fenômeno ocorre em todo o tipo de tecido. A implicação mais interessante deste facto consiste na possibilidade de que mesmo um espermatozoide ou um óvulo produzido por um indivíduo que podem resultar de células germinativas seu irmão - assim como uma prole de um indivíduo geneticamente acontece a descendência de seu irmão.